# 懷爾茲冰原島峰
73°1′S 160°13′E / 73.017°S 160.217°E
懷爾茲冰原島峰（英語：Wilds Nunatak），是南極洲的冰原島峰，位於維多利亞地的彭內爾海岸，處於弗蘭蒂爾山南端以西3.7公里，美國地質調查局根據測量和該國海軍的空中照片繪入地圖，現時由南極條約體系管理。